# دائرة خميس الخشنة
دائرة خميس الخشنة هي دائرة في ولاية بومرداس وعاصمتها هي خميس الخشنة.
وهي بدورها تضم 4 بلديات:
- خميس الخشنة
- أولاد موسى
- الأربعطاش
- حمادي

عدد السكان 128444 نسمة

## الشؤون الدينية

### المساجد
تحتوي هذه الدائرة على العديد من المساجد التي تشرف عليها مديرية الشؤون الدينية والأوقاف لولاية بومرداس تحت وصاية وزارة الشؤون الدينية والأوقاف.
- المسجد الكبير
- مسجد الإمام مالك
- مسجد البشير الإبراهيمي
- مسجد بن حمزة
- مسجد الرحمة
- مسجد طارق بن زياد
- مسجد عمر بن الخطاب
- مسجد الفرقان
- مسجد الهداية

### الزوايا
- «زاوية الغبارنة» (خميس الخشنة).

## الملاعب
يضم إقليم هذه الدائرة العديد من ملاعب كرة القدم، منها:
1. ملعب خميس الخشنة [الفرنسية] (الإحداثيات: )
2. ملعب الأربعطاش (الإحداثيات: )
3. ملعب أولاد موسى (الإحداثيات: )
4. ملعب حمادي (الإحداثيات: )

## مواضيع ذات صلة
- دوائر ولاية بومرداس
- بلديات ولاية بومرداس